# Hampus Magnusson
Carl Johan Hampus Magnusson, född 25 november 1983 i Skara, är en svensk moderat politiker i Göteborg. Han är kommunalråd i Göteborgs kommun sedan 2018 och ordförande i Byggnadsnämnden sedan 2019. Han var biträdande kommunalråd från 2011 till 2018 och bland annat vice ordförande i Vuxenutbildningsnämnden.
Hampus Magnusson är utbildad civilekonom från Handelshögskolan vid Göteborgs universitet och son till Johnny Magnusson.